# Werner Kessel (Journalist)
Werner Kessel (* 19. Juli 1931 in Zwickau; † 22. September 1992) war ein deutscher Journalist. Er war Chefredakteur der Zeitungen Volksstimme und Freie Presse.

## Leben
Kessel, Sohn einer Arbeiterfamilie, besuchte die Grund- und Oberschule. 1950/1951 war er Mitarbeiter und Sekretär der FDJ-Kreisleitung Zwickau. Zwischen 1951 und 1954 studierte er Journalistik an der Universität Leipzig. Sein Studium schloss er als Diplom-Journalist ab. 1965 promovierte er gemeinsam mit Sander Drobela zum Dr. rer. pol. mit der Dissertation Die Rolle der Konzeption bei der Profilierung der Bezirkszeitungen der SED.
1952 trat er der Sozialistischen Einheitspartei Deutschlands (SED) bei. Von 1954 bis 1956 war er Redakteur und Abteilungsleiter, von 1956 bis 1958 Mitglied des Redaktionskollegiums, von 1958 bis 1960 stellvertretender Chefredakteur und von 1960 bis 1962 schließlich Chefredakteur der in Zwickau erscheinenden Zeitung Freie Presse. Von 1962 bis 1976 war er Chefredakteur der Volksstimme bzw. der – seit der Fusion der Freien Presse mit der Volksstimme ab Januar 1963 als Organ der SED-Bezirksleitung Karl-Marx-Stadt erscheinenden – Freien Presse. 
Von 1960 bis 1976 war Kessel Mitglied der SED-Bezirksleitung Karl-Marx-Stadt. Von 1963 bis 1977 wirkte er als Vorsitzender des Bezirksvorstandes Karl-Marx-Stadt des Verbandes der Deutschen Presse bzw. des Verbandes der Journalisten der DDR (VDJ), von 1967 bis 1977 war er zudem Mitglied des VDJ-Zentralvorstandes. Von 1976 bis 1990 war er Dozent für Journalistische Allgemeinbildung an der Sektion für Journalistik der Karl-Marx-Universität Leipzig. Ferner war er als Wissenschaftsbereichsleiter am Institut für Marxismus-Leninismus der Ingenieurschule Zwickau tätig.
Bekannt wurde Kessel vor allem durch seine Publikationen zur Pressegeschichte und Pressetheorie sowie zur Geschichte der SED-Bezirksparteiorganisation Karl-Marx-Stadt. 
1975 erhielt er den Vaterländischen Verdienstorden in Silber.

## Werke (Auswahl)
- (mit Sander Drobela): Die Rolle der Konzeption bei der Profilierung der Bezirkszeitungen der SED. Leipzig, Fakultät für Journalistik, Dissertation vom 30. Juli 1965.
- (mit Sander Drobela): Konzeption und Profil. Ein Beitrag zur wissenschaftlichen Führungstätigkeit in der Redaktion der sozialistischen Presse. Verband der Deutschen Journalisten, Berlin 1967 (Schriftenreihe, Heft 36).
- Modelle im journalistischen Schaffensprozess. Verband der Deutschen Journalisten, Berlin 1968 (Schriftenreihe, Heft 41).
- Zum Kampf der Arbeiterklasse des Bezirkes Karl-Marx-Stadt für die wirtschaftliche Stärkung der DDR im Schlüsseljahr 1955. In: Regionalgeschichtliche Beiträge aus dem Bezirk Karl-Marx-Stadt. Heft 6, Karl-Marx-Stadt 1984, S. 7–18.